# Luyang
Luyang (chiń. upr. 庐阳区; chiń. trad. 廬陽區; pinyin Lúyáng Qū) – dzielnica miasta Hefei, stolicy prowincji Anhui, położonej we wschodnich Chinach. Liczba mieszkańców dzielnicy, według spisu ludności z listopada 2010 roku, wynosiła 609 239.